# Provosi

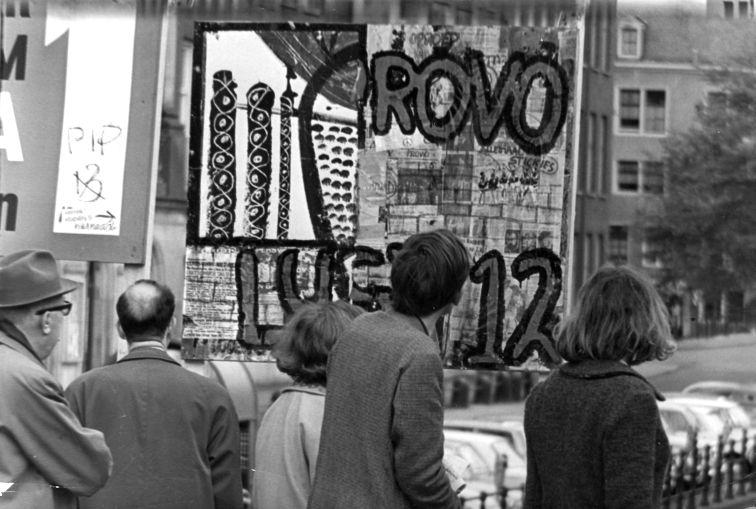
Pierwszy znak wyborczy Provosów w Amsterdamie, 1966

Provosi (Ruch Provo, Provotariat) – ruch kontrkulturowy, aktywny w Holandii w latach 1965–1967. Jego założycielem był Roel van Duijn, student filozofii zafascynowany anarchizmem, ideami nowej lewicy spod znaku Herberta Marcusego i artystycznymi dokonaniami dadaistów. Ruch nabrał dynamiki w maju 1965 r., gdy przystąpił do niego uliczny artysta Robert Jasper Grootveld, znany malarz i autor licznych happeningów, aktywista występujący przeciw koncernom tytoniowym. 
Provosi uchodzą za europejskich protoplastów hippisów, jednak w przeciwieństwie do nich, byli znacznie bardziej upolitycznieni, choć mimo anarchistyczno-lewicowych korzeni nie wiązali się z żadnym konkretnym ugrupowaniem. Grootveld wskazywał, że papierosy są przykładem zniewolenia społeczeństwa przez rozbuchaną konsumpcję. Duijn wzywał młodzież do wolnej ekspresji przeciw skostniałym strukturom społeczno-politycznym. W ogniu krytyki znalazła się oficjalna kultura i elity władzy, z holenderską rodziną królewską na czele. Nowy ład społeczny miał być zbudowany na poszanowaniu jednostki i współpracy, która powinna zastąpić wszechobecną konkurencję. Metodą osiągania tych celów miały być happeningi i inne „prowokacje”, stanowiące „wtykanie małych szpilek w czułe miejsca systemu”. 
Najbardziej spektakularną akcją provosów było obrzucenie petardami orszaku ślubnego księżnej Beatrix i niemieckiego arystokraty Clausa von Amsberga, w młodości członka Hitlerjugend. Po tym wydarzeniu reakcje policji stały się coraz bardziej nerwowe, ale jej brutalność przysparzała jedynie ruchowi popularności.
W ramach ogłaszanych przez siebie tzw. Białych Planów provosi domagali się zamknięcia centrum Amsterdamu dla samochodów i wprowadzenia wysokich kar dla fabryk zatruwających powietrze, proponowali powołanie centrów zdrowia dla kobiet służących im poradami na temat antykoncepcji, chcieli ingerencji państwa w spekulacyjny rynek nieruchomości i zalegalizowania squattingu, czyli samowolnego zajmowania pustostanów. Wiele z tych postulatów zostało z czasem wprowadzonych w życie. 
Od 1966 r. provosi zaczęli swoją działalność prowadzić również na niwie zinstytucjonalizowanej polityki. Zdobyli mandat w radzie miasta, co pozwoliło im na nagłaśnianie kolejnych Białych Planów. Ich akcje przyczyniły się do odwołania burmistrza Amsterdamu i miejskiego szefa policji. Jednak już wkrótce po tych sukcesach część liderów ruchu ogłosiła jego rozwiązanie: polityczna instytucjonalizacja oznaczała dla nich kres spontanicznego buntu.
Część provosów przystąpiła do Partii Krasnoludków, powołanej przez van Duijna w 1970 r. i kontynuującej tradycje wmieszania absurdu w uprawianie polityki. 
Provosi i Partia Krasnoludków stały się natchnieniem dla wrocławskiej Pomarańczowej Alternatywy.